# Jules Marmottan
Jules Marmottan, né le 26 décembre 1829 à Valenciennes et décédé le 10 mars 1883 à Bordeaux, est un avocat, maire, collectionneur français, président de la Compagnie des mines de Bruay au XIXe siècle et administrateur de plusieurs autres compagnies. Ses actions envers ses employés lui valent d'être l'une des figures du paternalisme.

## Biographie

### Famille
Jules Jean Baptiste Joseph Marmottan naît à Valenciennes le 26 décembre 1829, fils de Pierre Armand Joseph Marmottan et de Julie Agathe Louise Herrenwyn son épouse.
De son mariage avec Palmyre Langlet le 10 janvier 1855 à Valenciennes, naît un fils, Paul Albert Jules, le 26 août 1856, qui lèguera à l'Académie des beaux-arts son hôtel particulier dans le 16e arrondissement de Paris, devenu le musée Marmottan Monet, ainsi que sa maison de Boulogne, devenue la bibliothèque Marmottan.

### Études
Après des études au collège de Valenciennes et au lycée de Douai, puis à Paris où il poursuit des études de droit, il est reçu comme avocat.

### Carrière
De 1862 à 1873, il assure la présidence du conseil d’administration de la Compagnie des mines de Bruay. En août 1870, il est élu conseiller municipal de Bruay-la-Buissière, puis nommé maire le 15 septembre 1870.
En 1875, il fait construire de ses propres deniers la mairie de Bruay-en-Artois, à l’emplacement de l’actuelle école de musique. Pour les mineurs, il fait construire les cités 2, 3 et 4. Il institue le service médical gratuit et une caisse de secours. Pour leurs enfants, il fait construire une école de garçons au n° 1 (quartier de la ville), des classes au n° 3 (quartier de la ville), et le premier groupe scolaire au n° 3.
Le 8 mai 1879, nommé trésorier général de la Gironde, il donne sa démission de maire.
Jules Marmottan et son fils Paul Marmottan forment une dynastie de collectionneurs. Passionné par le Moyen Âge et la Renaissance, Jules Marmottan avait déjà assemblé dans son hôtel du quartier du Ranelagh une collection de premier plan. Acheté en 1882 par Jules Marmottan au duc de Valmy, ce pavillon de chasse situé près du bois de Boulogne fut transformé en hôtel particulier par son fils Paul Marmottan.
La collection de son fils Paul, se consacra au Premier Empire. À sa mort en 1932, ce dernier lègue à l’Académie des beaux-arts la totalité de ses collections, son hôtel particulier (transformé deux ans plus tard en musée Marmottan, et sa bibliothèque sise à Boulogne-Billancourt, l’actuelle bibliothèque Marmottan.
Consacré à l'origine à l’Empire, le musée Marmottan allait devenir au fil des années un des hauts lieux de l’impressionnisme.

### Publications
Jules Marmottan a écrit plusieurs ouvrages :
- Compagnie des mines de Bruay, Pas-de-Calais. Monographie des mines de houille de Bruay, Paris, Impr. de Barthier, 1866, 16 p.
- Faculté de droit de Paris. Principes généraux sur le régime dotal, Paris, Impr. de N. Chaix, 1852, 32 p.
- Les Houilles du Nord et du Pas-de-Calais et l'approfondissement de la Seine, Paris, Guillaumin, 1878, 16 p.
- Pangermanisme et droit primordial allemand... plan d'alliances et de délimitations, Paris, E. Dentu, 1867-1868-1869, 91 p.
- Vrai caractère des caisses de secours instituées par les compagnies houillères, Paris, Guillaumin, 1870, 46 p.

### Mort
Jules Marmottan meurt le 10 mars 1883 à Bordeaux à l’âge de 53 ans. Il est inhumé au cimetière du no 3 de Bruay, où un monument le représentant en buste perpétue son souvenir (50° 29′ 14″ N, 2° 31′ 30″ E).